# Gold (Michael Jackson)
Gold è una raccolta del cantante statunitense Michael Jackson, pubblicata nel 2008.

## Tracce
1. Got to Be There – 3:24
2. Maria (You Were the Only One) – 3:40
3. Rockin' Robin – 2:33
4. Ain't No Sunshine – 4:12
5. I Wanna Be Where You Are – 3:00
6. Girl Don't Take Your Love from Me – 3:48
7. Ben – 2:46
8. People Make the World Go 'Round – 3:16
9. Shoo-Be-Doo-Be-Doo-Da-Day – 3:20
10. We've Got a Good Thing Going – 3:02
11. When I Come of Age – 2:39
12. I Want You Back (The Jackson 5) – 3:00
13. Who's Lovin' You (The Jackson 5) – 4:21
14. Darling Dear (The Jackson 5) – 2:39
15. Never Can Say Goodbye (The Jackson 5) – 3:03
16. Maybe Tomorrow (The Jackson 5) – 4:29
17. With a Child's Heart – 3:33
18. Happy (Love Theme from "Lady Sings the Blues") – 3:27
19. Morning Glow – 3:38
20. Music and Me – 2:38
21. We're Almost There – 3:45
22. Just a Little Bit of You – 3:13
23. Dear Michael – 2:40
24. I'll Come Home to You – 3:04
25. If'N I Was God – 3:05
26. Who's Looking for a Lover – 2:51
27. One Day in Your Life – 4:13
28. You're My Best Friend, My Love (The Jackson 5) – 3:24
29. It's Too Late to Change the Time (The Jackson 5) – 3:57
30. Call on Me – 3:38
31. Melodie – 3:23
32. Farewell My Summer Love (mix inedito del 1973) – 3:42